# 史萊哲林
史萊哲林（英語：Slytherin），是J·K·羅琳的奇幻小說系列《哈利·波特》中，霍格華茲的四大學院之一，該學院由薩拉札·史萊哲林創立，其代表動物是蛇，並以血統純正、具野心、狡猾，有領導能力和足智多謀為收生條件，就正如分類帽於《神秘的魔法石》所說的那樣，史萊哲林的人會不惜一切代價以達到其目的。該學院的代表顏色是綠色和銀色。史萊哲林的學院導師為赫瑞司·史拉轟，後來他退休後就由賽佛勒斯·石內卜接任直至第七集小說，後來當石內卜成為霍格華茲校長後，史拉轟就從退休中回到霍格華茲擔任學院導師。該學院的幽靈為血腥男爵。根據羅琳的說法，史萊哲林學院大致對應於四大元素中的水。
雖然史萊哲林著重血統純正，但也會取錄極少量的混血學生，例如賽佛勒斯·石內卜和湯姆·瑞斗，而該系列小說的主角哈利·波特也差點被派往史萊哲林學院。該學院培養許多著名的巫師，包括魔藥學大師赫瑞司·史拉轟及石內卜，許多黑巫師也出自於這所學院，包括佛地魔。

## 特質
史萊哲林學院著重具野心和很強的領導才能、狡猾、足智多謀、懂得審時度勢，並且追求成就。由於學院創立者薩拉札·史萊哲林十分看重血統的純正，以致該學院鮮有招收混血或麻瓜出身的學生。由於薩拉札·史萊哲林與高錐客·葛來分多在血統上觀點的不同，最終使兩人絕交。這也是史萊哲林跟葛來分多兩個學院之間宿怨的起源。根據阿不思·鄧不利多所述，薩拉札·史萊哲林在挑選學生時還特別看重「某種對法律條規的藐視」，哈利·波特也具備這些素質，然而分類帽於學院的分類儀式期間以他的意願選擇了葛來分多學院。由於該學院的學生往往具備高度的競爭力，他們在哈利·波特入學前經已連續六年蟬聯霍格華茲的學院盃。
由於英國的大部分黑巫師（包括佛地魔）都出身於這裡，使史萊哲林的評價不是很好。然而精明和具野心並非從一開始就是負面的天賦，他們也同樣存在著反對使用黑魔法、不贊同純種優越主義的人，當中有如赫瑞司·史拉轟和美黛·東施。在第一次巫師世界大戰期間，賽佛勒斯·石內卜也在後來轉變了陣營，成為了鳳凰會的雙面間諜。史萊哲林與葛來分多這兩個學院的學生鮮有交情非常要好，特別是在第一次和第二次巫師世界大戰期間，沒有史萊哲林學院的學生願意加入對抗魔法部與佛地魔的學生組織—鄧不利多的軍隊。然而在霍格華茲大戰裡，雖然所有史萊哲林學院的學生都在大戰前離開了霍格華茲，但是他們當中的一些人後來又跟隨史拉轟教授與駐紮於活米村的援軍加入了抵抗佛地魔與食死人的戰鬥。
分類帽聲稱血統純度是史萊哲林學院選擇學生一個因素，然而這一點直至第五輯小說才提到。不過，由於該學院當中也有幾個混血學生的例子，例如是石內卜以及成為佛地魔前的湯姆·瑞斗，因此沒有理由相信麻瓜出身的學生不會被分派到那裡，只是純血的學生更會受到該學院的歡迎，而哈利·波特本人只是在他本人的堅持下才被排除在這所學院之外。在《死神的聖物》中，一群搶奪者聲稱「沒有多少麻種被分派到史萊哲林」。
當佛地魔相信哈利已經死去，並認為他自己經已掌握了最後的勝利時，他宣布自己正打算廢除其餘三個學院，並強迫所有霍格華茲的學生進入史萊哲林學院。這個設計於佛地魔被擊敗並死亡之下遭挫敗，史萊哲林學院的血統純正度自此之後變得更加稀釋，不再是曾經的純血堡壘。

## 位置
史萊哲林的宿舍和交誼廳都設於霍格華茲城堡的地窖，它透過向地牢中的一塊光禿禿的空白石牆說出通關密碼才能入內，這會讓一扇隱藏的門打開。史萊哲林的交誼廳是一個狹長而低矮的地牢式房間，該交誼廳位於霍格華茲的湖底，配有綠色的檯燈與雕刻扶手椅。在第二輯小說中，房間有著低矮的天花板，其燈光為發出綠色光芒的火炬。據說從裡面往外看的話，人們能夠在那裡看見黑湖裡的生物（因為該地窖於黑湖底下）。

## 相關物品
史萊哲林的傳承物品是一個小金匣，它原屬於薩拉札·史萊哲林，後來傳至受擁有史萊哲林血統的遠親魔佛羅·岡特（Marvolo Gaunt），他再把它交到其女兒魔柔·岡特（Merope Gaunt）手中。佛地魔輾轉得到它並把它用作其分靈體。
在的小說和電影中，作為分靈體的史萊哲林小金匣被鄧不利多與哈利·波特尋獲，並最終被榮恩·衛斯理以葛來分多寶劍將其摧毀。

## 代表人物
在原著小說中已知的薩拉札·史萊哲林的後裔是岡特家族也就是佛地魔的母系家族其餘的還有：
- 薩拉札·史萊哲林
- 賽佛勒斯·石內卜
- 湯姆·瑞斗（佛地魔）
- 魯休思·馬份
- 水仙·馬份
- 跩哥·馬份
- 貝拉·雷斯壯
- 獅子阿爾發·布萊克

## 其他資訊
該系列的作者J·K·羅琳於2007年接受訪問時表示，史萊哲林學院後來經已不再如昔日般崇尚純種巫師和女巫，然而其壞聲譽仍然存在，因此讓哈利·波特的兒子—阿不思·賽佛勒斯·波特還是不希望自己被派往史萊哲林學院。